# Metro van Maracaibo
De metro van Maracaibo is een klein metrostelsel in het noordwesten van Venezuela. Maracaibo is een havenstad die belangrijk is voor de olie-industrie, en de tweede stad van het land met ongeveer anderhalf miljoen inwoners. De metro bestaat uit één lijn, waaraan zes stations gelegen zijn. Eind 2006 opende de metro op proef met twee stations, in de jaren hierna werd het traject langzaam uitgebreid en in 2009 werd gestart met een reguliere dienstregeling.
De lijn is in het midden gebouwd van een verbindingsweg vanuit het centrum naar het vliegveld. In het centrum zijn de sporen verhoogd op een viaduct gebouwd, daarbuiten liggen deze op maaiveldniveau. Bij de laatste halte bevindt zich het depot. Er bestaan plannen om lijn 1 aan de centrumkant richting het noorden te verlengen. Ook is er een studie verricht naar een tweede lijn.
Het rollend materieel werd door Siemens gebouwd in een Tsjechische fabriek. De treinen zijn gebaseerd op het M1-type van de Praagse metro. Siemens was daarnaast verantwoordelijk voor stroomvoorziening, treinbeïnvloeding en communicatie.

## Stationslijst
| Station            | Opening       |
| ------------------ | ------------- |
| Altos de La Vanega | november 2006 |
| El Varillal        | november 2006 |
| El Guayabal        | augustus 2007 |
| Sabaneta           | mei 2008      |
| Urdaneta           | december 2008 |
| Libertador         | juni 2009     |

## Afbeeldingen

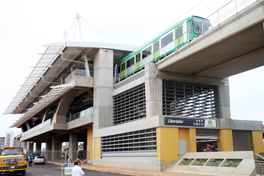
Station Libertador
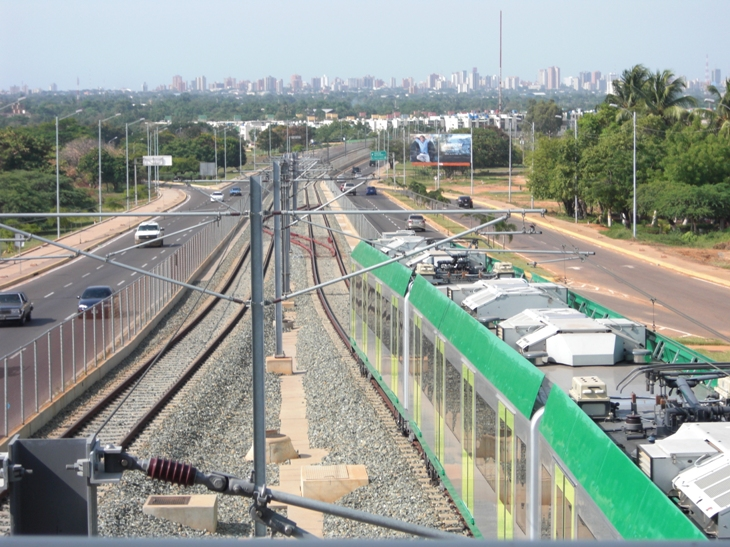
Overzichtsfoto van sporen en weg